# 𝼅
Cette page contient des caractères spéciaux ou non latins. S’ils s’affichent mal (▯, ?, etc.), consultez la page d’aide Unicode.
𝼅 (uniquement en minuscule), appelé lej crochet rétroflexe, est une lettre additionnelle de l’écriture latine qui est utilisée dans les extensions de alphabet phonétique international pour représenter une consonne fricative latérale rétroflexe voisée.

## Représentations informatiques
Le lej crochet rétroflexe peut être représenté avec les caractères Unicode (Latin étendu-G) suivants :
| formes    | représentations | chaînes de caractères | points de code | descriptions                                   |
| --------- | --------------- | --------------------- | -------------- | ---------------------------------------------- |
| minuscule | 𝼅               | 𝼅                     | U+1DF05        | lettre minuscule latine lej crochet rétroflexe |